# 湖南市立菩提寺北小学校
湖南市立菩提寺北小学校（こなんしりつ ぼだいじきたしょうがっこう）は、滋賀県湖南市にある公立小学校。
学校名は菩提寺の北の位置にあることに因む。

## 沿革
- 平成7年（1995年）4月に開校

## 通学区域
- 湖南市
  - 湖南市の、イワタニランド、近江台、サイドタウンの３区から通う。

## 周辺
- 滋賀県希望が丘文化公園
- 菩提寺パーキングエリア

## その他
- 滋賀県湖南市サイドタウンと菩提寺北小学校では、「コバノミツバツツジの郷づくり」と称する保全活動を行っている。[1]
- 平成7 年（1995年）の開校以来、毎年「あすなろ音楽集会」で、菩提寺の歴史をもとに独自に創作した組曲「広野物語」を、全校生徒により発表している。「広野物語」は、15曲からなり、歌、演奏、踊りのパートを学年ごとに分担して、20分にわたって繰り広げる。年齢を超えて「広野物語」の一節をハモることで、在校生・卒業生同士であることを確認する場面がよく見受けられる。[2]
- 平成14年（2002年）2月16日、21世紀初頭に同校(第2代森島洋一校長)で学んだことを記念して、全児童(389人)の思い出の品を塩化ビニルパイプの筒7本に入れたタイムカプセルをグラウンド東端に埋設。2025年5月5日正午に開封する予定。カプセルには、自分へのメッセージや宝物、クラス写真、児童名簿、保護者の手紙、クラス写真、応援プラカード、声や演奏を吹き込んだCD、学校便覧、新聞などが入っている。[3]